# Stasera voglio a 'tte/Vocca 'e russetto
Stasera voglio a 'tte/Vocca 'e russetto, pubblicato nel 1966, è un singolo del cantante italiano Mario Trevi.

## Storia
Il disco contiene due brani inediti di Mario Trevi.

## Tracce
Lato A
- Stasera voglio a 'tte (Chiarazzo-Sorianis-Alfieri)

Lato B
- Vocca 'e russetto (Russo-Genta)

## Incisioni
Il singolo fu inciso su 45 giri, con marchio Durium- serie Royal (QCA 1376).
Direzione arrangiamenti: M° Eduardo Alfieri.